# 玛丽亚温泉市
玛丽亚温泉市，舊稱马林巴德（德语：Marienbad；含义皆为“玛丽亚之温泉”）是捷克卡罗维发利州的一个镇，以温泉著名。
1823年中，歌德曾到此遊覽，並寫下了名篇《马林巴德挽歌》。

## 景点
- 玛丽亚温泉市城市博物馆
- 圣公会教堂
- 圣母升天堂
- 圣弗拉基米尔教堂
- 福音教会

## 友好城市
- 德国巴特洪堡 1990年
- 義大利基安恰诺泰尔梅 2000年
- 法國马尔库西 2005年
- 俄羅斯下塔吉尔 2007年
- 德国魏登 2007年
- 英国莫爾文 2013年